# Saint-Jean-de-Matha
Saint-Jean-de-Matha (AFI: /sɛ̃ʒɑ̃dəmatɑ/) es un municipio perteneciente a la provincia de Quebec en Canadá. Forma parte del municipio regional de condado (MRC) de Matawinie en la región administrativa de Lanaudière.

## Geografía
Saint-Jean-de-Matha se encuentra al encuentro de la planicie de San Lorenzo y del macizo de Laurentides en la parte sur de Matawinie, 35 kilómetros al norte de Joliette. Limita al noreste con Saint-Damien, al este con Saint-Gabriel-de-Brandon, al sureste con Saint-Félix-de-Valois, al sur con Sainte-Mélanie, al oeste con Sainte-Béatrix y al noroeste con Sainte-Émélie-de-l’Énergie. Su superficie total es de 113,04 km², de los cuales 106,06 km² son tierra firme. El relieve es ondulado con planicies, valles y cuestas, formando un paisaje bellísimo. El Pain de sucre (Pan de azúcar) es una colina de piedra de una altura de 90 metros, vecina del lago Negro, constituye un elemento de paisaje notable. El río L’Assomption y la rivière Noire (río Negro) bañan el territorio.

## Urbanismo
El territorio de Saint-Jean-de-Matha cuenta con varios espacios naturales, sitios y edificios interesantes como el parque des Chutes-Monte-à-Peine-et-des-Dalles, la Casa Luis-Cyr, la abadía Val Notre-Dame, el Pain-de-Sucre, las Super Glissades Saint-Jean-de-Matha, el centro turístico de la Montagne-Coupée. Diversos poblaciones se encuentran en el territorio, cuyo el pueblo de Saint-Jean-de-Matha, Domaine-Villeroy, Lac-Noir, Rivière-Noire y L’Anse-à-Baril. Hay La ruta Louis-Cyr o du Pain-de-Sucre (carretera regional  QC 131 ) une Saint-Jean-de-Matha a Joliette al sur y a Sainte-Émélie-de-l’Énergie al norte. La ruta Saint-Pierre (carretera colectora  QC 337 sur) va hacia Rawdon aunque la ruta Saint-François se dirige hacia Saint-Gabriel al este.

## Historia
En Nueva Francia, el señorío de Ramezay fue concedido. El señor abrió las concesiones de Sainte-Louise, Saint-Guillaume, Saint-Léon, Saint-Pierre y Sainte-Julie. El cantón de Brandon fue creado al lado del señorío. La colonización se inició en 1850 en las concesiones y la parte limítrofe del cantón de Brandon. La parroquia católica de Saint-Jean-de-Matha, honrando san Juan de Mata, fue fundada en 1852 por escisión de Saint-Félix-de-Valois. El municipio de parroquia de Saint-Jean-de-Matha fue instituido en 1855. La oficina de correos de Saint-Jean-de-Matha abrió en 1858. El municipio de parroquia cambió su estatuto para el de municipio en 1993.

## Política
Saint-Jean-de-Matha es un municipio formando parte del MRC de Matawinie. El consejo municipal se compone del alcalde y de seis consejeros sin división territorial. El alcalde actual (2016) es Normand Champagne.
|            | 2005-2009                                                                                           | 2009-2013                                                                                              | 2013-2017                                                                                                  |
| Alcalde    | Normand Champagne                                                                                   | Normand Champagne                                                                                      | Normand Champagne                                                                                          |
| Consejeros | Éric Beaulieu Isabelle Desrosiers Gilles Ducharme Pierre-Michel Gadoury¸br />Guy Roy Mario Tremblay | Éric Beaulieu Isabelle Desrosiers Gilles Ducharme Pierre-Michel Gadoury Jean Robitaille Mario Tremblay | Annie Bélanger# Bernard Chassé# Isabelle Desrosiers# Pierre-Michel Gadoury# Denis Jeanson# Mario Tremblay# |

* Consejero al inicio del mandato pero no al fin.  ** Consejero al fin del mandato pero no al inicio. # En el partido del alcalde.
El territorio de Saint-Jean-de-Matha está ubicado en la circunscripción electoral de Berthier a nivel provincial y de Montcalm  a nivel federal.

## Demografía
Según el censo de Canadá de 2011, Saint-Jean-de-Matha contaba con 4335 habitantes. La densidad de población estaba de 39,6 hab./km². Entre 2006 y 2011 habría amado un aumento de 183 habitantes (4,4 %). En 2011, el número total de inmuebles particulares era de 2496, de los que 1946 estaban ocupados por residentes habituales, otros siendo desocupados o residencias secundarias.
Evolución de la población total, 1991-2016

## Economía
La economía local es prospera con el desarrollo de las actividades agro-alimentarias (incluyendo el azúcar de arce y la avicultura), industriales y comerciales así como del veraneo.

## Sociedad
La localidad tiene el sobrenombre de pays de Louis Cyr, en referencia al forzudo de reputación mundial que vivió al fin del siglo XIX en Saint-Jean-de-Matha, de donde era originaria su esposa. El Festival des sucres (Festiva de los Azucares) tenía lugar en el ‘’Pain de sucre’’ entre 1974 y 1983.